# Les ratlles del banyador
Les ratlles del banyador és el primer disc d'estudi de La Iaia publicat el 2011. Les lletres del disc estan centrades en la vida quotidiana i el dia a dia, i en general, el ritme gira al voltant del folk. La gira es va iniciar i tancar a la sala gracienca Heliogàbal, passant per sales i festivals d'arreu dels territoris de parla catalana com el Mercat de Música Viva de Vic; la clausura va estar dividida en 3 concerts consecutius.
El primer gran èxit del grup va ser el «Jo vull ser la meva iaia» i amb el qual van guanyar la desena edició del Sona9 (2010), certamen per a grups emergents dels Països Catalans. És amb aquest premi que es finançaren
aquest primer disc. És una cançó que inicialment la interpretaren amb un esperit més dinàmic i festiu, però que a mesura que guanyà popularitat, canviaren els arranjaments cap a un so més ombrívol i una actitud vocal més transcendent. La lletra de la cançó ens fa un manifest contestatari que defensa l'elecció personal de viure segons el teus propis desitjos i no necessàriament com està establert socialment. Si es llegeix la lletra des d'un sentit més estricte explica una visió de la vida prematurament envellida.

## Llista de cançons
| Núm. | Títol                      | Durada |
| ---- | -------------------------- | ------ |
| 1.   | «Declaració de principis»  | 04:45  |
| 2.   | «La platja»                | 02:48  |
| 3.   | «Explosió»                 | 02:37  |
| 4.   | «Sota l'arbre»             | 03:51  |
| 5.   | «Jo vull ser la meva iaia» | 02:44  |
| 6.   | «L'home que passa»         | 03:29  |
| 7.   | «L'última nit»             | 04:21  |
| 8.   | «Ella cus»                 | 02:29  |
| 9.   | «No trobo el meu lloc»     | 02:47  |
| 10.  | «La noia de l'estació»     | 03:20  |
| 11.  | «El meu vaixell»           | 03:46  |
| 12.  | «No sé fer cançons»        | 01:50  |